# Байрамов Нурберди
Нурберди Байрамов (нар. 15 липня 1912, аул Баба-Дейхан, тепер Марийського велаяту, Туркменістан — 1 квітня 1986, місто Ашгабад, тепер Туркменістан) — радянський діяч, голова Президії Верховної ради Туркменської РСР, голова Туркменської республіканської ради профспілок. Член Бюро ЦК КП Туркменії в 1958—1963 роках. Член Центральної Ревізійної Комісії КПРС у 1961—1966 роках. Депутат Верховної ради Туркменської РСР 2—6-го скликань. Депутат Верховної ради СРСР 5—6-го скликань, заступник голови Президії Верховної ради СРСР у 1959—1963 роках.

## Життєпис
Народився в селянській родині. У 1931 році закінчив Мервський (Марийський) педагогічний технікум Туркменської РСР.
У 1931—1934 роках — вчитель школи міста Теджен Туркменської РСР.
У 1934 році — завідувач районного відділу охорони здоров'я в Туркменській РСР.
У 1934—1936 роках — у Червоній армії.
У 1936—1941 роках — секретар виконавчого комітету районної ради, завідувач районного земельного відділу, заступник голови, голова виконавчого комітету районної ради депутатів трудящих у Туркменській РСР.
Член ВКП(б) з 1939 року.
З 1941 року — голова виконавчого комітету Ташаузької обласної ради депутатів трудящих.
До 1944 року — голова виконавчого комітету Чарджоуської обласної ради депутатів трудящих.
У 1944—1948 роках — 2-й секретар Ашхабадського обласного комітету КП(б) Туркменії; 2-й секретар Чарджоуського обласного комітету КП(б) Туркменії.
У 1948—1950 роках — завідувач відділу ЦК КП(б) Туркменії.
У 1950—1953 роках — слухач Вищої партійної школи при ЦК ВКП(б) (КПРС).
У 1953—1958 роках — голова виконавчого комітету Ашхабадської обласної ради депутатів трудящих.
У січні 1958 — березні 1959 року — голова Туркменської республіканської ради профспілок.
30 березня 1959 — 26 березня 1963 року — голова Президії Верховної ради Туркменської РСР.
27 липня 1965 — 1970 року — голова Державного комітету із хлібопродуктів і комбікормової промисловості при Раді міністрів Туркменської РСР.
У 1970—1974 роках — 1-й заступник міністра заготівель Туркменської РСР.
З 1974 року — персональний пенсіонер у місті Ашгабаді (Туркменістан). Помер 1 квітня 1986 року.

## Нагороди
- два ордени Леніна
- два ордени Трудового Червоного Прапора (17.07.1962,)
- орден «Знак Пошани»
- медалі